# Малая Выя
Малая Выя — посёлок в Нижнетуринском муниципальном округе Свердловской области России. Ранее посёлок входил в состав Выйского сельсовета города Нижней Туры.
Посёлок известен боевыми столкновениями в годы Гражданской войны.

## Географическое положение
Малая Выя расположена в 7 километрах (по автодороге в 12 километрах) к юго-востоку от города Нижней Туры, в лесной местности, в верховье реки Выи и в истоке реки Железенки (правого притока Туры). В окрестностях посёлка имеется пруд.
В двух километрах к югу от Малой Выи, в соседнем посёлке Большая Выя, расположена станция Выя Свердловской железной дороги, а в полукилометре к северо-западу — остановочный пункт 2 км. Посёлок находится внутри железнодорожного разъезда на Нижнюю Туру Богословской железной дороги, с трёх сторон окружён железнодорожными ветками. До посёлка можно добраться на личном автомобиле по шоссе из городов Нижней Туры и Верхней Туры, по дороге от посёлка Большая Выя.

## История
В конце 1905 года на месте современного посёлка Малая Выя при узловой станции строящейся Богословской железной дороги от Кушвы до города Надеждинска (современный Серов) был основан посёлок с названием Станция Воробьёвская, к которой также подходили подъездные пути с лесопильного завода купца Воробьёва. Далее лес шёл по Горнозаводской железной дороге, проложенной ещё в 1878 году. Здесь был построен вокзала, а рядом с ним возведели жилые дома и водонапорную башню. Жители станционного посёлка занимались лесозаготовкой, жгли уголь для Нижнетурьинского завода и работали на железной дороге. В годы Гражданской войны пристанционный посёлок стал местом ожесточённых боёв белогвардейцев и красноармейцев. В ноябре 1918 года колчаковские полки решили взять город Нижнюю Туру, попутно захватив и узловую станциию Выя. В районе станции шли бои, в которых сражались интернациональные полки разных стран: мадьяры, чехи, русские, китайцы, румыны и поляки. В ночь с 29 на 30 ноября 1918 года армия генерала Колчака прорвала оборону станции Выя, и ворвавшись в посёлок, учинила расправу над ранеными и не успевшими отступить красноармейцами. В результате погибло около полутора тысяч бойцов и командиров 3-й армии, в том числе командир первого Китайского 225-го добровольческого полка, подполковника Жень Фучень; оказавшийся в безвыходной ситуации тяжёло раненный командир Камышловского полка Бронислав Швельнис застрелился. В честь погибших интернациональных полков и героя войны Женя Фученя в посёлке Большая Выя были возведены памятники. Также в пределах посёлков Большой и Малой Выи существуют три места захоронения погибших бойцов (на территории Малоя Выи находится одна из них). Кроме того, на территории посёлка Большая Выя находится мемориал в честь погибших в годы Великой Отечественной войны жителях обоих посёлков при станции Выя.

## Население
| 2002 | 2010 | 2021 |
| ---- | ---- | ---- |
| 0    | ↗3   | ↗23  |